# Ensayo de una bibliografía literaria de España y América
El Ensayo de una bibliografía literaria de España y América es una obra del historiador Antonio Elías de Molins, publicada en 1902.

## Descripción
La obra, que lleva el subtítulo de «noticias de obras y estudios relacionados con la poesía, teatro, historia, novela, crítica literaria, etc.», es un ensayo bibliográfico que trata en una primera parte «las obras y estudios relacionados con la literatura española, con notas críticas y bibliográficas», y avanza luego a una segunda en la que se comprenden «las que tienen carácter puramente biográfico y bibliográfico de una época ó determinado género literario». Cada autor va seguido de algunas obras de su autoría, con indicación de la fecha y lugar de publicación y, en ocasiones, algunas notas con información adicional. En la introducción, el autor aventuraba que a esta obra seguiría un «ensayo bibliográfico de las literaturas americana, catalana, gallega, mallorquina y valenciana». En la tercera sección, Elías de Molins incluye un índice de periódicos de bibliografía y otro de «libros prohibidos».